# I Mean
I Mean — сьомий мініальбом південнокорейського чоловічого гурту BtoB. Він вийшов 12 жовтня 2015 року з головним синглом «Way Back Home». Мініальбом містить 6 треків. Альбом відрізняється сильними вокальними партіями гурту. Цей альбом також сприяв зростанню успіху BtoB, оскільки гурт отримав свій перший трофей на музичному шоу Show Champion з піснею «Way Back Home».

## Випуск
У вересні 2015 року BtoB оголосили про своє майбутнє повернення з ще одним баладним треком, який вийде в жовтні. Одночасно з виходом мініальбому, гурт випустив музичне відео на головний сингл «Way Back Home», головну роль у якому виконав Ільхун.

## Промоція
Вперше з новими піснями BtoB виступили на сцені музичного шоу Show Champion у 163-му епізоді, виконавши «Heart Attack» і «Way Back Home». Вони завершили просування мініальбому виступом на шоу Inkigayo, після 5-тижневої промоції.

## Список композицій
※ Жирним виділено головний сингл альбому.
| #     | Назва                                        | Автор слів                                                    | Автор музики                                                              | Аранжування               | Тривалість |
| ----- | -------------------------------------------- | ------------------------------------------------------------- | ------------------------------------------------------------------------- | ------------------------- | ---------- |
| 1.    | «Last Day»                                   | Lee Chang-sub, Seo Jae-woo                                    | Seo Jae-woo, Jussifer, Davion Farris of The Pensouls, Joe J. Lee «Kairos» | Seo Jae-woo               | 3:38       |
| 2.    | «집으로 가는 길» (Way Back Home)             | Son Yeong-jin, Jo Sung-ho                                     | Son Yeong-jin, Jo Sung-ho                                                 | Son Yeong-jin, Jo Sung-ho | 4:01       |
| 3.    | «심장어택» (Heart Attack)                    | Seo Jae-woo, Song Yong-bae, Lee Minhyuk, Jung Il-hoon, Peniel | Seo Jae-woo, Song Yong-bae                                                | Seo Jaewoo                | 4:05       |
| 4.    | «Neverland» (feat. G.NA)                     | Jung Ilhoon, Lee Minhyuk, Peniel                              | Jung Ilhoon                                                               | Jung Ilhoon               | 3:44       |
| 5.    | «나 빼고 다 늑대» (All Are Wolves Except Me) | Seo Jaewoo, Jung Il-hoon, Lee Minhyuk                         | Seo Jaewoo, Jung Il-hoon                                                  | Seo Jaewoo                | 3:50       |
| 6.    | «여기 있을게» (I'll Be Here)                 | Im Hyunsik, EDEN                                              | Im Hyunsik, EDEN                                                          | Megatone                  | 4:42       |
| 23:59 |                                              |                                                               |                                                                           |                           |            |

## Чарти
| Назва  | Найвища позиція | Продажі                   |
| Назва  | KOR Gaon        | Продажі                   |
| ------ | --------------- | ------------------------- |
| I Mean | 2               | - Південна Корея: 46,638+ |

## Перемоги на музичних шоу
| Шоу                       | Дата           | Епізод |
| ------------------------- | -------------- | ------ |
| Show Champion (MBC Music) | 21 жовтня 2015 | 164    |